# ماریو ماتولی
ماریو ماتولی (ایتالیایی: Mario Mattoli؛ ‏ ۳۰ نوامبر ۱۸۹۸ – ۲۶ فوریهٔ ۱۹۸۰) کارگردان، فیلم‌نامه‌نویس و تهیه‌کننده فیلم اهل ایتالیا بود.
از جمله آثار او می‌توان به زیباترین روزها، خاطرات دخترمدرسه‌ای، به من نگو!، فقط تو را دوست دارم و زنجیرهای ناپیدا اشاره کرد.